# Saint-Zacharie
Saint-Zacharie este o comună în departamentul Var din sud-estul Franței. În 2009 avea o populație de 4.856 de locuitori.

## Evoluția populației
| An        | 1975  | 1982  | 1990  | 1999  | 2006  | 2009  |
| --------- | ----- | ----- | ----- | ----- | ----- | ----- |
| Populație | 1.532 | 2.206 | 3.224 | 4.184 | 4.776 | 4.856 |